# سامر ساندرز
سامر ساندرز (به انگلیسی: Summer Sanders) (زادهٔ ۱۳ اکتبر ۱۹۷۲) شناگر اهل ایالات متحده آمریکا است.